# Jernbanegade (København)
55°40′34.2″N 12°33′58.3″Ø / 55.676167°N 12.566194°Ø
 For alternative betydninger, se Jernbanegade. (Se også artikler, som begynder med Jernbanegade)
Jernbanegade er en gade i Indre By i København. Jernbanegade løber fra H.C. Andersens Boulevard til Axeltorv parallelt mellem Studiestræde og Vesterbrogade.

## Historie
Jernbanegade var oprindeligt forbindelsesvejen fra Københavs Rådhusplads til den daværende Københavns Hovedbanegård, der lå, hvor Axeltorv og den nuværende Paladsbygning i dag ligger.
Gaden har gennem tiden haft en række forlystelsesetablissimenter. I 1881 opførtes Panorama, en cirkelformet bygning, hvor der blev fremvist kæmpestore billeder med motiver fra det store udland. I 1883 opførte den københavnske byggematodor Hans Hansen ("Hellig-Hansen") Dagmarteatret på hjørnet af Jernbanegade og Vestre Boulevard (i dag H.C. Andersens Boulevard). Få år senere åbnede Cirkusbygningen (opført 1885-86) på den anden side af Panorama. Panorama blev revet ned i 1887, og i 1914 brændte Cirkusbygningen, men Cirkusbygningen blev genopført til sin nuværende udformning. Dagmarteatret blev nedrevet i slutningen af 1930.'erne, og i stedet blev det nuværende Dagmarhus opført på grunden.
I 1950'erne blev langs Jernbanegades østside og med hovedindgang fra Rådhuspladsen 14 opført et hovedsæde for forsikringsselskabet Nye Danske Lloyd. Baltica overtog Nye Danske Lloyd og anvendte bygningen frem til slutningen af 1980'erne, hvor bygningen blev hovedsæde for et advokatfirma. Bygningen er i dag indrettet til hotellet The Square. I Dagmarhus er i dag bl.a. en biograf, Dagmar Teatret.

## Eksterne links
- Wikimedia Commons har flere filer relateret til Jernbanegade (København)